# Amt (Liturgie)

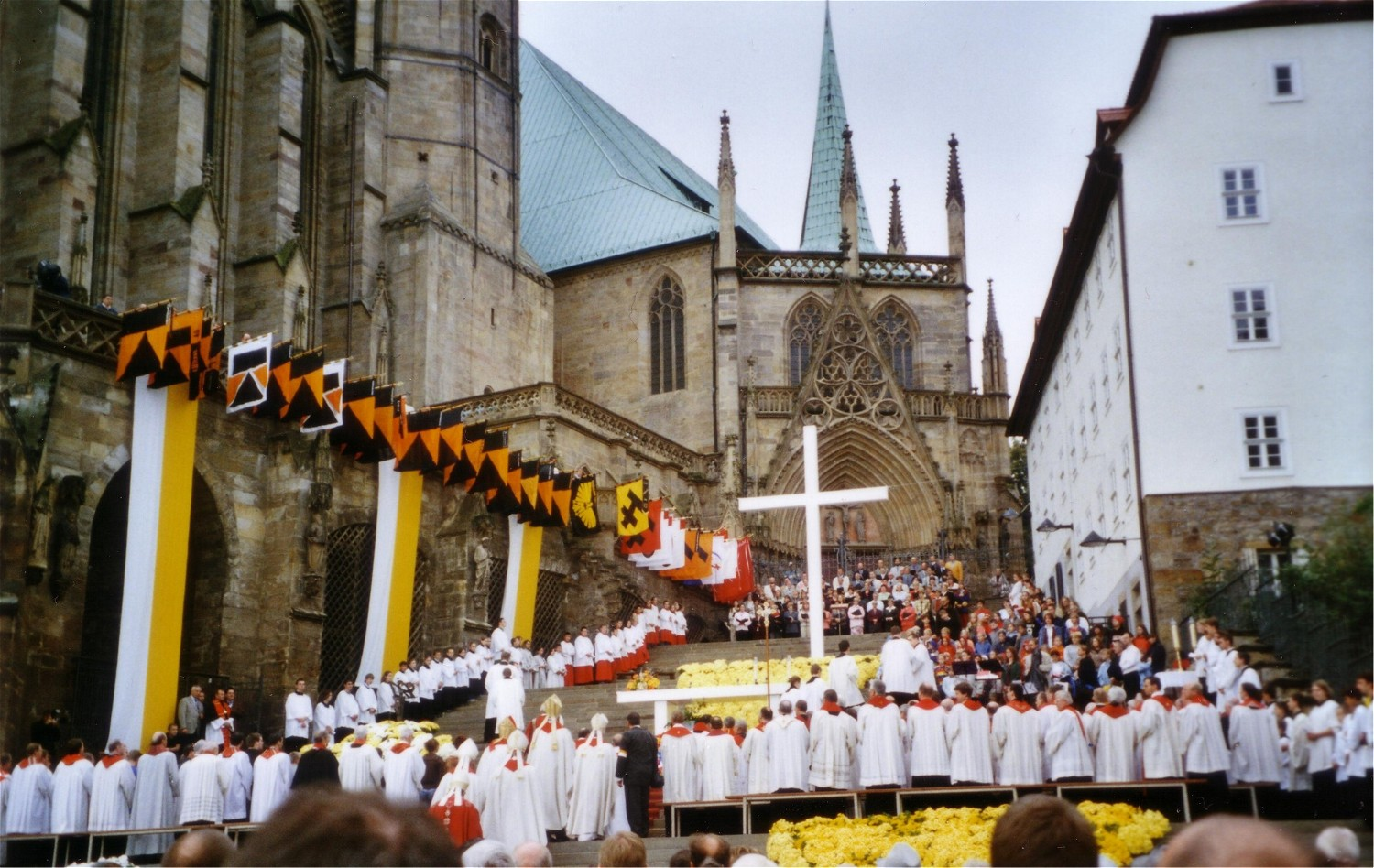
Das Hochamt der Bistumswallfahrt im Bonifatiusjahr auf den Erfurter Domstufen.

Amt, auch Heiliges Amt, ist in der katholischen Kirche die volkstümliche Bezeichnung für eine Form der heiligen Messe und bezeichnete die Hauptmesse einer Pfarrgemeinde an Sonn- und Feiertagen, die sich durch gesungene Elemente (Missa cantata) von der stillen, „gelesenen“ Messe (Missa lecta) unterschied. „Amt“ ist die Übersetzung von lateinisch (summum) officium „(höchster/s) Dienst“, „Amt“, entsprechend altgriechisch λειτουργία leiturgía „öffentlicher Dienst“, aus λαός/λειτός laós, leitós „Volk“, „Volksmenge“ und ἔργον érgon „Werk“, „Dienst“ (Liturgie).
Die Missa cantata war eine vereinfachte Form des Hochamtes (Missa sollemnis) und konnte von einem einzelnen Priester ohne Leviten gefeiert werden. Die Verwendung von Weihrauch war möglich, aber nicht verpflichtend. Der Priester sang die Akklamationen, manchmal zusätzlich auch das Ordinarium der heiligen Messe, lateinisch im Wechsel mit einer Choralschola oder dem Chor oder auch der Gemeinde in Gregorianischem Choral. Man sprach dann von einem Choralamt oder Volks-Choralamt. Seit dem 17. Jahrhundert hatte auch der deutschsprachige Volksgesang bei der Eucharistiefeier in Form des „Deutschen Hochamts“ als Gegenbewegung zu den „Orchestermessen“ an Bedeutung gewonnen. Im 20. Jahrhundert entstand daraus der Typus der Betsingmesse.
Die Liturgiereform des Zweiten Vatikanischen Konzils hat die Gemeindemesse (Missa cum populo) zur Grundform der heiligen Messe bestimmt. Damit entfiel der Unterschied zwischen Missa cantata und Missa lecta weitgehend. Er spielt aber in der sogenannten Tridentinischen Messe  weiterhin eine Rolle. Volkstümlich blieb der Begriff „Amt“ als Bezeichnung für einen bestimmten Feierlichkeitsgrad der heiligen Messe erhalten, auch in Zusammensetzungen wie Pontifikalamt, Seelenamt, Sterbeamt oder Konventsamt. Auch in der Ordnung der Messstipendien wird in Bayern und ähnlich in Österreich bis heute unterschieden zwischen „Messe“ und „Amt“. Für ein „Amt“ unter Mitwirkung eines Kantors wird ein höheres Messstipendium erwartet.